# Belina von Krosigk

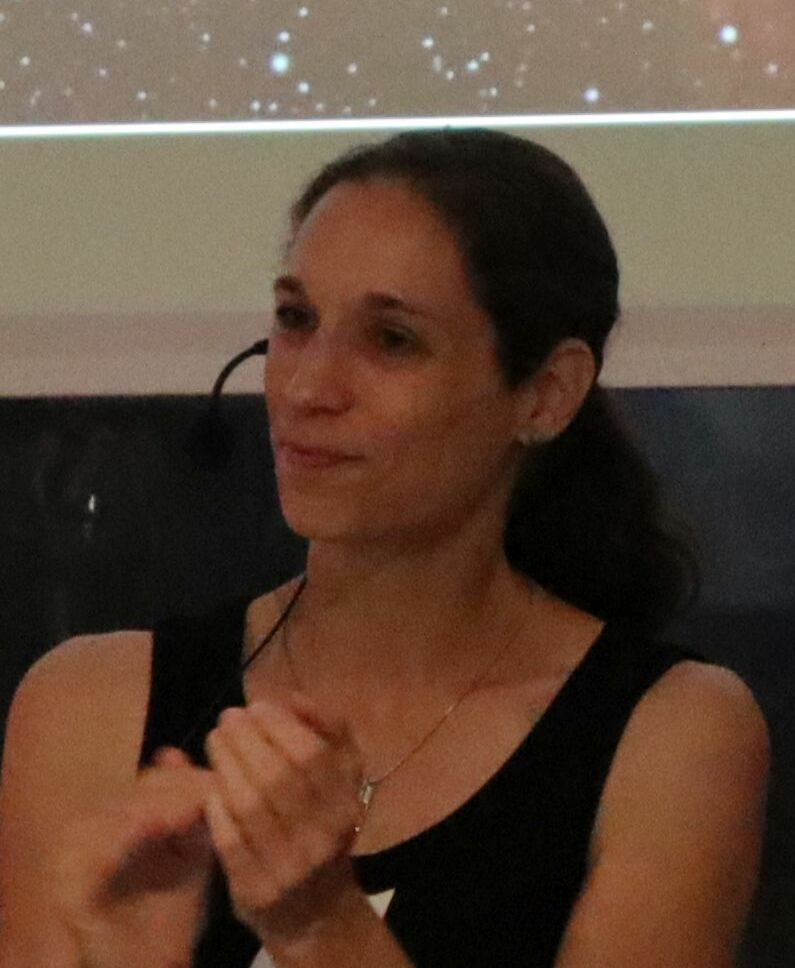
Belina von Krosigk (2022)

Belina von Krosigk (* 17. August 1983 in Erlangen) ist eine deutsche Teilchenphysikerin mit Forschungsschwerpunkt Dunkle Materie.

## Herkunft und Ausbildung
Belina von Krosigk stammt aus Erlangen. Sie studierte Physik an der Universität Hamburg und promovierte an der Technischen Universität Dresden. Während ihrer Promotion arbeitete sie am SNO+ Experiment im SNOLAB-Untergrundlabor in Kanada und forschte dort über selten wechselwirkende Elementarteilchen, den Neutrinos, und an charakteristischen Eigenschaften von organischen Flüssigszintillatoren.

## Karriere
Als Postdoc wechselte von Krosigk an die University of British Columbia in Vancouver um am SuperCDMS Experiment zu arbeiten, ein Experiment zur direkten Suche nach dunkler Materie. SuperCDMS wird derzeit im SNOLAB aufgebaut. 2019 übernahm sie die Leitung der Emmy-Noether-Gruppe Dark Matter Searches beyond the WIMP and Upgrading the Trigger and DAQ System at SuperCDMS SNOLAB zunächst am Institut für Experimentalphysik der Universität Hamburg und seit 2021 am Institut für Astroteilchenphysik (IAP) des Karlsruher Instituts für Technologie (KIT). Ihr Fokus liegt dabei auf der Suche nach Teilchen Leichter Dunkler Materie (LDM), Dunklen Photonen und Axion-artigen Teilchen (ALPs) so wie auf der Entwicklung von Triggeralgorithmen.
Seit März 2023 ist sie Professorin für Experimentalphysik am Kirchhoff-Institut für Physik der Universität Heidelberg, wo sie vornehmlich an den Experimenten DELight und CRESST arbeitet und einen Beitrag zum DARWIN / XLZD.Experiment leistet. Alle drei Experimente dienen der direkten Suche nach Dunkler Materie. Sie ist die Sprecherin der DELight Kollaboration.

## Auszeichnungen
2023 erhielten von Krosigk und Adinda de Wit den Hertha-Sponer-Preis der Deutschen Physikalischen Gesellschaft. Von Krosigk erhielt ihn „für ihre fundamentalen Beiträge zur direkten Suche und zum Verständnis von Dunkler Materie durch die Weiterentwicklung der Modelle sowie der methodischen und analytischen Techniken zur Detektion kleinster Signale.“